# The Peanuts
The Peanuts (jap. ザ・ピーナッツ Za Pīnattsu) – japoński duet wokalny składający się sióstr-bliźniaczek Emi Itō (jap. 伊藤エミ Itō Emi) i Yumi Itō (jap. 伊藤ユミ Itō Yumi). Urodziły in Tokoname, w prefekturze Aichi w Japonii. Wkrótce po ich narodzinach, ich rodzina przeniosła się do Nagoi. Ich wyjątkowość polegała na tym, że były to bliźnięta jednojajowe, z niemal identycznymi głosami w barwie, co sprawiało, że ich wspólny śpiew brzmiał jak solowy artysta używający podwójnego audio lub pogłosu.

## Kariera
Bliźniaczki zostały odkryte podczas swego występu w klubie w Nagoi w 1958 roku przez łowcę talentów Sho Watanabe. Zawiózł je do Tokio i dał im pseudonim The Peanuts. Ich debiutanckim singlem był Kawaii hana (jap. 可愛い花) w 1959 roku. We wczesnych latach ich działalności śpiewały japońskie covery zagranicznych hitów i japońskie piosenki ludowe. W późniejszych latach śpiewały oryginalne piosenki, pisane przez ich producenta, Hiroshiego Miyagawę i tekściarzy Kōichiego Sugiyamy i Rei Nakanishi. Ich pierwszym przebojem był Koi no Vacance (jap. 恋のバカンス Koi no bakansu). 
Przez krótki moment miały epizod aktorski w swej karierze. Zagrały Shobijin – lilipucie kapłanki Mothry, w filmach Mothra, Mothra kontra Godzilla i Ghidorah – Trójgłowy potwór. Reżyser filmów, Ishirō Honda zachwalał profesjonalizm bliźniaczek Itō. Mimo że nie miały doświadczenia aktorskiego, były zaskakująco utalentowane, szybko uczyły się swych kwestii i zawsze pracowały na czas, mimo ich napiętego grafiku.

### Zagraniczne występy
Wystąpiły w Stanach Zjednoczonych w odcinku The Ed Sullivan Show 3 kwietnia 1966 roku, wykonując Lover Come Back to Me.
Nietypowo dla japońskich piosenkarzy, bliźniaczki zdobyły popularność w Niemczech i Austrii. W 1963 roku duet przykuł uwagę Cateriny Valente będącej w Japonii, która zaprosiła je do Niemiec. Z okazji Letnich Igrzysk Olimpijskich 1964 w Tokio, Michael Pfleghar produkujący ceremonie otwarcia zaprosił bliźniaczki Itō do występu, zaś dyrektor muzyczny Heinz Kiessling wyprodukował z nimi niemieckojęzyczne piosenki, w tym Souvenirs aus Tokio. W 1965 roku Pfleghar zaangażował je w programach Das Lächeln im Westen oraz Schlager-Festspiele. W latach 1964–1967 duet wydał osiem niemieckojęzycznych singli. W 1965 roku Souvenirs aus Tokio zajął 18. miejsce na austriackiej Billboardu i 40. miejsce na niemieckiej liście przebojów Billboardu. W 1967 roku Bye, Bye Yokohama przez 4 tygodnie zajmował 30. miejsce austriackich listach przeboju. 

## Emerytura i śmierć
Zespół zakończył działalność w 1975 roku, gdy Emi poślubiła wokalistę Kenjiego Sawadę. Razem z nim nagrała covery europejskich piosenek i J-popowych piosenek, m.in. Furimukanaide (jap. ふりむかないで). Para rozwiodła się w 1987 roku. 
Emi Itō zmarła 15 czerwca 2012 roku, w wieku 71 lat. Yumi Itō zaś zmarła 18 maja 2016 roku, w wieku 75 lat.

## Dyskografia
- Kawaii Peanuts (jap. 可愛いピーナッツ) (1959)
- Peanuts min'yō o kuni meguri (jap. ピーナッツ民謡お国めぐり) (1960)
- Hit Parade (jap. ヒットパレード) (1960)
- 夢で会いましょう (I'll See You in My Dreams) (1961)
- ヒットパレード第2巻 (The Hit Parade Vol. 2) (1962)
- ヒットパレード第3巻 (The Hit Parade Vol. 3) (1962)
- フォークソング (The Folk Songs) (1963)
- 人気の基準 (Popular Standards) (1963
- ヒットパレード (The Hit Parade) (1963)
- ヒットパレード第4巻 (The Hit Parade Vol. 4) (1964)
- ヒットパレード第5巻 (The Hit Parade Vol. 5) (1964)
- ヒットパレード第6巻 (The Hit Parade Vol. 6) (1965)
- Souvenirs aus Tokio (1965)
- ヒットパレード第6巻 - ヨーロッパ周辺 (The Hit Parade Vol. 6 - Around Europe) (1966)
- ザ・ピーナッツ・デラックス (The Peanuts Deluxe) (1967)
- ゴールデンデラックス (Golden Deluxe) (1968)
- フィーリング・グッド - ピーナッツの新しい次元 (Feelin' Good - New Dimension of the Peanuts) (1970)
- ザ・ピーナッツ・ダブル・デラックス (The Peanuts Double Deluxe) (1971)
- ザ・ピーナッツ・ベスト・アルバム (The Peanuts Best Album) (1971)
- 華麗なるフランシス・レイ・サウンド ザ･ピーナッツ最新映画主題歌を歌う (Brilliant Frances Ray Sound - The Peanuts Sing the Latest Movie Theme Song) (1971)
- 世界の女たち (Women in the World) (1972)
- スーパーディスク 20 Superdisc 20 (1972)
- ザ・ピーナッツ・オン・ステージ (The Peanuts On Stage) (1972)
- ザ・ピーナッツ・ベスト２０／指輪のあとに (The Peanuts Best 20/After the Ring) (1973)
- 情熱の砂漠 (Passion Desert) (1973)
- スーパーディスク 20 (Superdisc 20) (1973)
- 気になる噂／ベスト・オブ・ザ・ピーナッツ (ki ni naru uwasa/Best Of The Peanuts) (1974)
- ザ・ピーナッツベスト２０ (The Peanuts Best 20) (1974)
- 永遠の (Eternal!) (1975)
- ザ・ピーナッツ・ベスト２０ (The Peanuts - Best 20) (1975)
- ザ・ピーナッツ (Big Star Series - The Peanuts) (1976)
- ザ・ピーナッツ (Big Star W Series  - The Peanuts) (1977)
- ピーナッツオリジナル (The Peanuts Original) (1978)
- ピーナッツポップス (The Peanuts Pops) (1978)
- ピーナッツラブ (The Peanuts Love) (1978)
- ベストスターWデラックス (Best Star W Deluxe) (1979)
- スーパースター・ベスト・アルバム ザ・ピーナッツ (Super Star Best Album - The Peanuts) (1979)
- 記念碑 (Monument) (1980)
- ザ・ピーナッツ・ベスト (The Peanuts Best) (1980)
- ピーナッツの歴史第一巻 (The Peanuts History Vol. 1) (1983)
- ピーナッツの歴史2巻 (The Peanuts History Vol. 2) (1983)
- ザ・ピーナッツ・ベスト (The Peanuts Best) (1984)
- ザ・ピーナッツ・オン・ステージ (The Peanuts On Stage) (1984)
- ザ・ピーナッツ・ベスト・アルバム (The Peanuts Best Album) (1985)
- Ｄ.Ｃ.恋のフーガ (D.C. koi no fuuga) (1987)
- Ｄ.Ｃ. (Retro) (1988)